# Nucleoplasma

Esquema del Núcleo celular. Se observan los principales componentes subnucleares 1.Envoltura nuclear: 1a.Membrana exterior 1b.Membrana interior 2. Nucléolo 3. Nucleoplasma 4.Cromatina: 4a.Heterocromatina 4b.Eucromatina 5. Ribosomas. 6. NPC.

El nucleoplasma, cariolinfa,  citosol nuclear, hialoplasma nuclear,  jugo

nuclear, matriz nuclear o carioplasma (del griego: ka`ryon nuez, semilla + plasma  sustancia moldeada) es el medio interno semilíquido del núcleo celular, en el que se encuentran sumergidas las fibras de ADN o cromatina y fibras de ARN conocidas como nucléolos.

## Aspecto
Homogéneo, viscoso y con poca afinidad por los colorantes histológicos. Su fracción menos viscosa y transparente es conocida como núcleo hialoplasma.
El apretado empaquetamiento de los núcleos de las células de mamífero, dificulta la visualización del nucleoplasma.
En insectos los cromosomas gigantes, se encuentran separados por vastas regiones de nucleoplasma, y este hecho permite estudiar la movilidad de partículas mRNP sin interferencia de la cromatina.
Muchas sustancias se dispersan en el nucleoplasma por ejemplo: nucleótidos (necesarios para la replicación del ADN) y enzimas (que dirigen las actividades que ocurren en el núcleo).

## Características
El nucleoplasma es uno de los tipos de protoplasma de la célula, está envuelto y separado del citoplasma, por la membrana nuclear o envoltura nuclear (EN). 
Es un líquido viscoso, que consiste en una emulsión coloidal muy fina que rodea y separa a la cromatina y al nucléolo.
Ocupa todos los espacios del compartimento intercromatínico, que está en continuidad con los poros nucleares (NPC).
Se integra con gránulos de intercromatina y pericromatina, ribo-nucleoproteína y la matriz nuclear.

## Composición
El principal componente del nucleoplasma es agua (80 %), que es la fase líquida o solvente. En ella están dispersos los solutos compatibles de la disolución acuosa.
Contiene proteínas, sobre todo enzimas relacionados con el metabolismo de los ácidos nucleicos. También existen proteínas ácidas que no están unidas a ADN ni a ARN y que se denominan proteínas residuales.
Además hay cofactores, moléculas precursoras y productos intermedios de la glucólisis. Así como otras moléculas pequeñas hidrosolubles implicadas en la señalización celular.
Numerosas hormonas llegan hasta el interior del núcleo. Estas hormonas esteroideas como el cortisol, la aldosterona, el estrógeno, la progesterona y la testosterona, se desplazan a través del nucleoplasma unidas a receptores nucleares específicos. Algo similar sucede con la hormona tiroidea.
Los lípidos suspendidos en el interior del núcleo, están asociados a la cromatina y a la matriz nuclear. Los fosfolípidos son el principal pool lipídico endonuclear. Los ácidos grasos y los acil-CoenzimaA, intervienen, directa o indirectamente, en la regulación de la expresión genética.
La mayoría de las proteínas, las subunidades del ribosoma y algunos ARNs son trasladados a través del nucleoplasma por factores de transporte. Entre estos se encuentran las importinas, que intervienen en el transporte en dirección al núcleo, y las que realizan el transporte en sentido contrario, que se conocen como exportinas.
Se encuentran también sales disueltas de muchos iones como calcio, potasio, magnesio, sodio, hierro, fosfatos.

## Función
El nucleoplasma es el medio acuoso que permite las reacciones químicas propias del metabolismo del núcleo. Estas reacciones son a este nivel subcelular, por movimientos al azar de las moléculas.
La viscosidad del nucleoplasma como solución en movimiento, es menor que la del citoplasma, para facilitar la actividad enzimática y el transporte de precursores y productos finales.
Permite el movimiento browniano con choques al azar de las moléculas suspendidas en su seno. Este movimiento de difusión simple, no es uniforme para todas las partículas, algunas retardan mucho su desplazamiento.
El hacinamiento o Crowding macromolecular retrasa el movimiento de difusión calculado, facilitando las uniones entre moléculas por reducción del volumen total del compartimento.
La matriz nuclear como red extensa e intrincada de fibras no cromatínicas, también retrasa en muchos casos la velocidad de partículas macromoleculares.
Por ocupar todo el compartimento intercromatínico, el nucleoplasma facilita el contacto de los bucles peri-cromatínicos de 10 nm, con la maquinaria de transcripción de genes.
Posibilita también el siguiente paso, el transporte de ARN mensajero, ARN de transferencia, y ARN ribosómico que pueden ser cargados hacia el citoplasma para la traducción.
Las hormonas esteroides ejercen una gran variedad de efectos mediados por una genómica lenta, así como por rápidos mecanismos no genómicos. Para las acciones genómicas, ellos se unen al receptor nuclear en el núcleo celular. Para las acciones no genómicas, los receptores de esteroides en la membrana activan cascadas de señales intracelulares.